# البين كورتي
البين كورتي (بالألبانية: Albin Kurti‏) (مواليد 24 مارس 1975، في بريشتينا، جمهورية يوغوسلافيا الاشتراكية (كوسوفو حاليا).
ناشط قيادي يشغل منصب رابع رئيس وزراء كوسوفو منذ 3 فبراير 2020. ومع ذلك، أطيح بحكومته في تصويت بحجب الثقة في 25 مارس 2020، وبالتالي فإن فترة ولايته هي حاليًا فترة مؤقتة، تم تعيينها لتستمر حتى تولي حكومة جديدة منصبها. البين هو أيضا زعيم الحركة السياسية وحزب Vetëvendosje (تقرير المصير). برز في عام 1997 كنائب لرئيس اتحاد طلاب جامعة بريشتينا والمنظم الرئيسي للمظاهرات السلمية في خريف عام 1997 وربيع عام 1998. عندما أصبح آدم ديماشي الممثل السياسي لجيش تحرير كوسوفو (KLA)، عمل ألبين كورتي في مكتبه.

## الصعود للصدارة وإعتقاله
برز ألبين كورتي لأول مرة في أكتوبر 1997، كواحد من قادة الاحتجاجات الطلابية في كوسوفو. واحتج الطلاب الألبان على احتلال حرم الجامعة من قبل الشرطة اليوغوسلافية. تم سحق الاحتجاجات بعنف، لكن الطلاب وكورتي لم يوقفوا المقاومة ونظموا احتجاجات أخرى في السنوات التالية. في يوليو 1998، انضم كورتي إلى جيش تحرير كوسوفو كمساعد للممثل السياسي آدم ديماشي. جعلته هذه الإجراءات هدفا للشرطة اليوغوسلافية.
خلال غارات حلف الناتو الجوية على يوغوسلافيا في نيسان 1999، ألقت القوات اليوغوسلافية القبض علي كورتي حيث تعرض للضرب وفي وقت لاحق من ذلك العام وجهت إليه تهمة «تعريض سلامة يوغوسلافيا الإقليمية والتآمر لارتكاب جريمة من نشاط العدو لها صلة بالإرهاب»، وهي جريمة تحمل عقوبة قصوى قد تصل إلى السجن 20 عاما، وحكم عليه بالسجن 15 عاما. وخلال المحاكمة رفض الاعتراف بشرعية المحكمة حيث قال «هذه المحاكمة لا علاقة لها بالحقيقة أو بالعدالة. هذه المحاكمة تخدم السياسة اليومية لميلوسيفيتش، الذي احتل كوسوفو». وعندما أدين قال: «ليس من المهم ادانتي أو لاي فترة كانت. كل شيء قلته وفعلته كان بكامل ارادتي وبكرامة، وأنا فخور لهذا، ولو اتيحت لي الفرصة سافعل ذلك مرة أخرى.»

## الحياة السياسية
أطلق سراحه في كانون الأول 2001 من قبل الحكومة التي تولت الحكم بعد ميلوسيفيتش وسط ضغوط دولية.
منذ خروجه من السجن بقي ألبين كورتي خارج الأحزاب السياسية في كوسوفو، ولكنه كان ناقدا حاد ضد بعثة الأمم المتحدة والفساد. وقد قام بتنظيم احتجاجات سلمية دعما لأسر المفقودين في الحرب، ولصالح تقرير المصير في كوسوفو.
في 23 نيسان 2003 تخرج كورتي من قسم «علوم الحاسوب والاتصالات» في جامعة بريشتينا واستمر كأحد نشطاء الحقوق المدنية والإنسانية.
عمل كناشط في «شبكة العمل من أجل كوسوفو» (AKN)، التي تشكلت في عام 1997. بهذه الطريقة أمنت شبكه العمل من أجل كوسوفو الاستمرارية مع ضمان بداية جديدة. الشبكة هي عبارة عن حركة من الناشطين الشباب تهدف لتغيير المجتمع وخلق مجتمع نشط. وتركزت أنشطة الشبكة في ثلاثة مجالات رئيسية هي: حقوق الإنسان والعدالة الاجتماعية والتعليم والثقافة والفن. وفي الشبكة عدة نشطاء دوليين.
في 12 حزيران 2005 كتب نشطاء الشبكة على جدران بعثة الأمم المتحدة شعار «لا مفاوضات، وتقرير المصير» وهكذا تحولت الشبكة إلى «حركة تقرير المصير». واستمروا بكتابة الشعارات في العديد من المدن والقرى في كوسوفو ثم بدوأ في استخدام العديد من النشاطات السلمية الرمزية، وفي وقت لاحق مظاهرات واسعة النطاق. قامت شرطة كوسوفو بمساعدة شرطة الأمم المتحدة بالقاء القبض ومن ثم سجن وادانة مئات من النشطاء بما في ذلك ألبن كورتي. ومن ثم طالبت حركة تقرير المصير باجراء استفتاء تقرير المصير في كوسوفو كالحل الوحيد والسلمي لتحديد وضع كوسوفو. حيث قالوا ان مع الاستفتاء فقط وباستخدام الحقوق الدولية من أجل تقرير المصير، يمكننا تحقيق حل ديمقراطي لكوسوفو. بدلا من المفاوضات التي يمكن أن تعرض الحرية للخطر. يطالب شعب كوسوفو أن يكون له حق تقرير مصيره.
في شباط 2007 عندما قتلت شرطة الأمم المتحدة من رومانيا اثنين من المحتجين غير المسلحين وجرحت 80 آخرين باستخدام الرصاص البلاستيك والمطاط في مسيرة منظمة تقرير المصير، تم اعتقال كورتي. حيث احتجز إلى شهر تموز، ثم تم التحفظ عليه تحت الإقامة الجبرية في منزله. انتقدت منظمة العفو الدولية المخالفات في محاكمته. وحكم في النهاية بتسعة أشهر. كورتي لا يزال من دعاة «المقاومة اللاعنفية الفعالة».
في 31 كانون الأول 2011، اختير لمنصب «شخصية العام» في شبكة التلفزيون الألبانية المرموقة.
في 14 حزيران 2012، نظمت حركة تقرير المصير مظاهرة سلمية لكن شرطة كوسوفو كانت عنيفة مع المحتجين السلمين الجالسين على الأرض واستخدمت العنف الوحشي ضدهم، ويزعم أن هذا تم بالترتيب مع هاشم تاتشي رئيس مجلس وزراء كوسوفو ووزير الداخلية بيرم رجبي. وقالت منظمه الشفافية الدولية إن شرطة كوسوفو كانت عنيفة وتصرفت بشكل غير قانوني.

## روابط خارجية
- البين كورتي على موقع مونزينجر (الألمانية)